# Wojewódzki Sztab Wojskowy w Warszawie

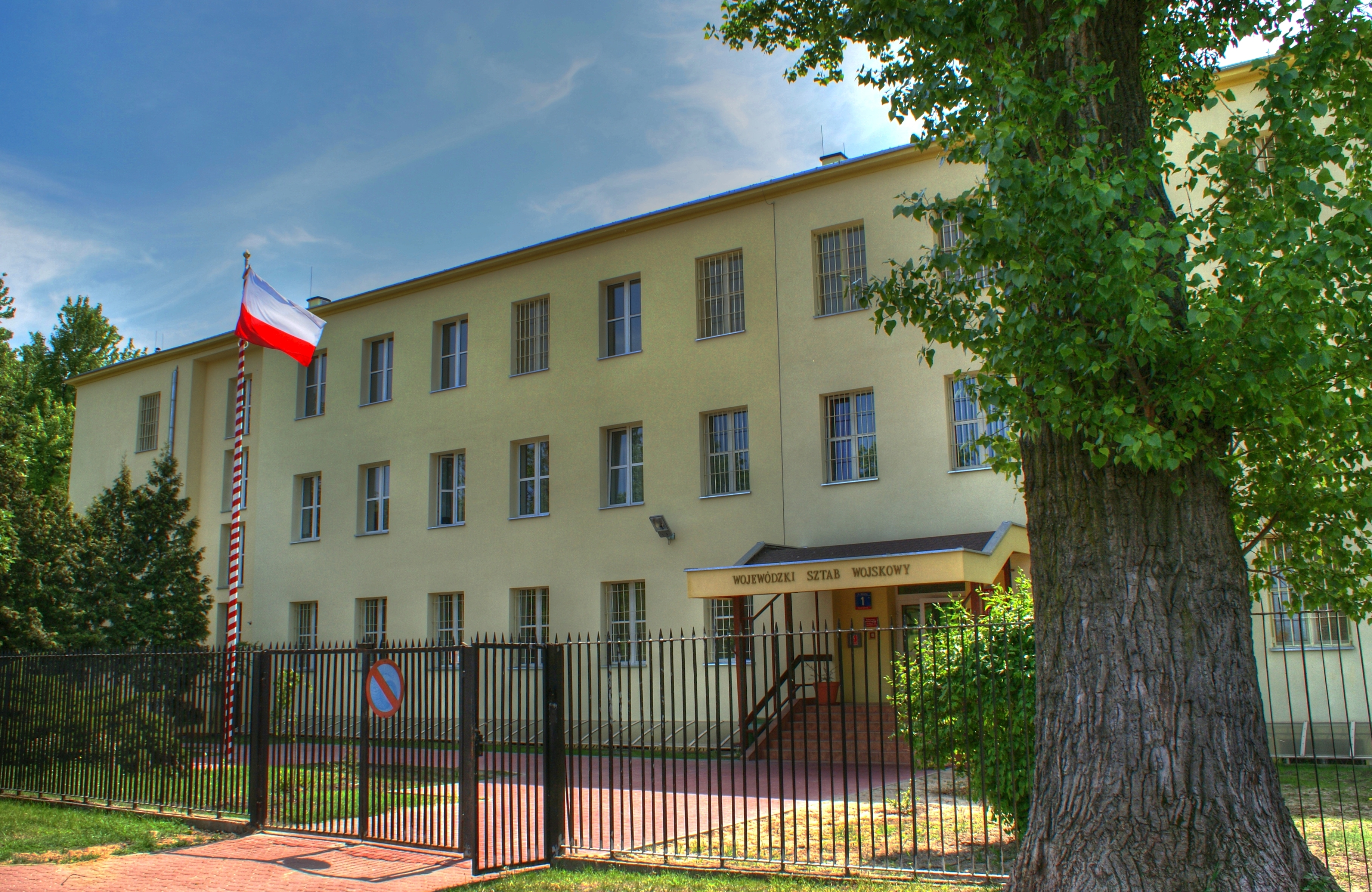
Siedziba WSzW przy ul. Winnickiej 1

Wojewódzki Sztab Wojskowy w Warszawie (WSzW Warszawa) - terenowy organ wykonawczy Ministra Obrony Narodowej w sprawach operacyjno-obronnych i administracji wojskowej na obszarze województwa mazowieckiego
WSzW w Warszawie podlega Szefowi Sztabu Generalnego Wojska Polskiego. Jego siedziba mieści się przy ul. Winnickiej 1 w Warszawie.

Insygnia
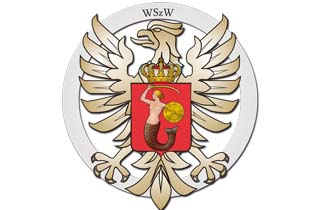
Odznaka pamiątkowa
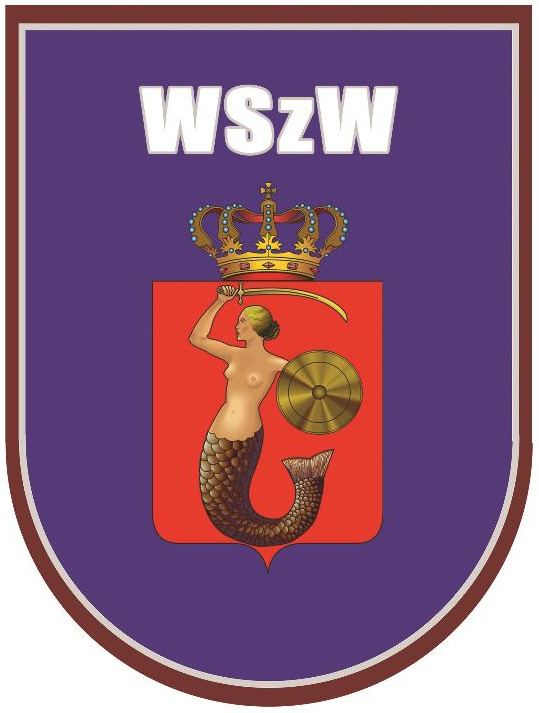
Oznaka rozpoznawcza na mundur wyjściowy
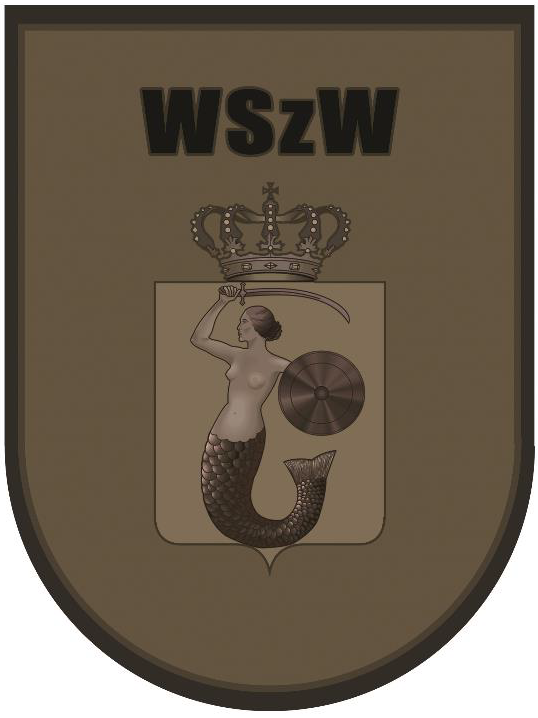
Oznaka rozpoznawcza na mundur polowy

## Zadania Wojewódzkiego Sztabu Wojskowego
Podstawowe zadania WSzW to: 
- wykonywanie zadań organu wyższego stopnia w stosunku do wojskowych komendantów uzupełnień w rozumieniu przepisów ustawy z dnia 14 czerwca 1960 r. – Kodeks postępowania administracyjnego (Dz. U. z 2016 r. poz. 23, 868, 996, 1579 i 2138);
- zapewnienie operacyjnego i mobilizacyjnego rozwinięcia jednostek wojskowych;
- koordynowanie rozwijania i użycia oddziałów i pododdziałów wojskowych na potrzeby zwalczania klęsk żywiołowych oraz likwidacji ich skutków, ochrony mienia, akcji poszukiwawczych, akcji ratowania oraz ochrony zdrowia i życia ludzkiego;
- udział w realizacji zadań z zakresu zarządzania kryzysowego w województwie;
- koordynowanie przedsięwzięć prowadzonych w ramach pomocy w zakresie aktywizacji zawodowej żołnierzy i osób zwolnionych z czynnej służby wojskowej oraz członków ich rodzin (rekonwersji);
- organizowanie szkoleń lub kursów dla żołnierzy rezerwy posiadających nadane przydziały kryzysowe oraz żołnierzy pełniących terytorialną służbę wojskową dyspozycyjnie, w tym przed ich powołaniem do czynnej służby wojskowej w celu nabywania przez nich kwalifikacji przydatnych w Siłach Zbrojnych, w tym wykorzystując współpracę z pracodawcami zatrudniającymi tych żołnierzy;
- gromadzenie informacji na potrzeby realizacji przedsięwzięć wykonywanych w ramach obowiązków państwa- -gospodarza oraz planowanie użycia przydzielonych sił i środków do wsparcia wojsk sojuszniczych;
- koordynowanie czynności realizowanych w ramach pozyskiwania kandydatów i gromadzenia zasobów osobowych na potrzeby uzupełnienia mobilizacyjnego, wojennego oraz Narodowych Sił Rezerwowych;
- osobowe zaspokojenie potrzeb uzupełnieniowych jednostek wojskowych;
- planowanie wykorzystywania sił układu pozamilitarnego na potrzeby obronne;
- administracja rezerwami osobowymi i świadczeniami na rzecz obrony;

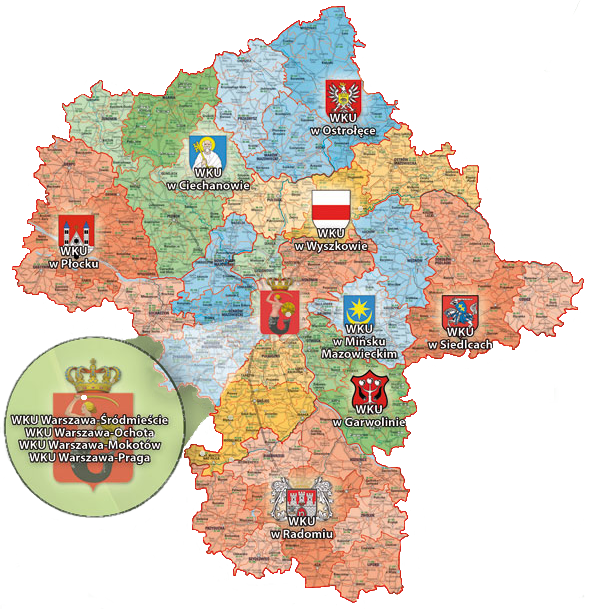
Teren administrowany przez WSzW w Warszawie

- uczestniczenie w planowaniu przestrzennego zagospodarowania ze względu na potrzeby obronności i bezpieczeństwa państwa, w tym pełnienie roli właściwego organu wojskowego w rozumieniu przepisów o planowaniu i zagospodarowaniu przestrzennym;
- utrzymywanie współpracy z innymi organami i podmiotami w sprawach związanych z obronnością państwa.

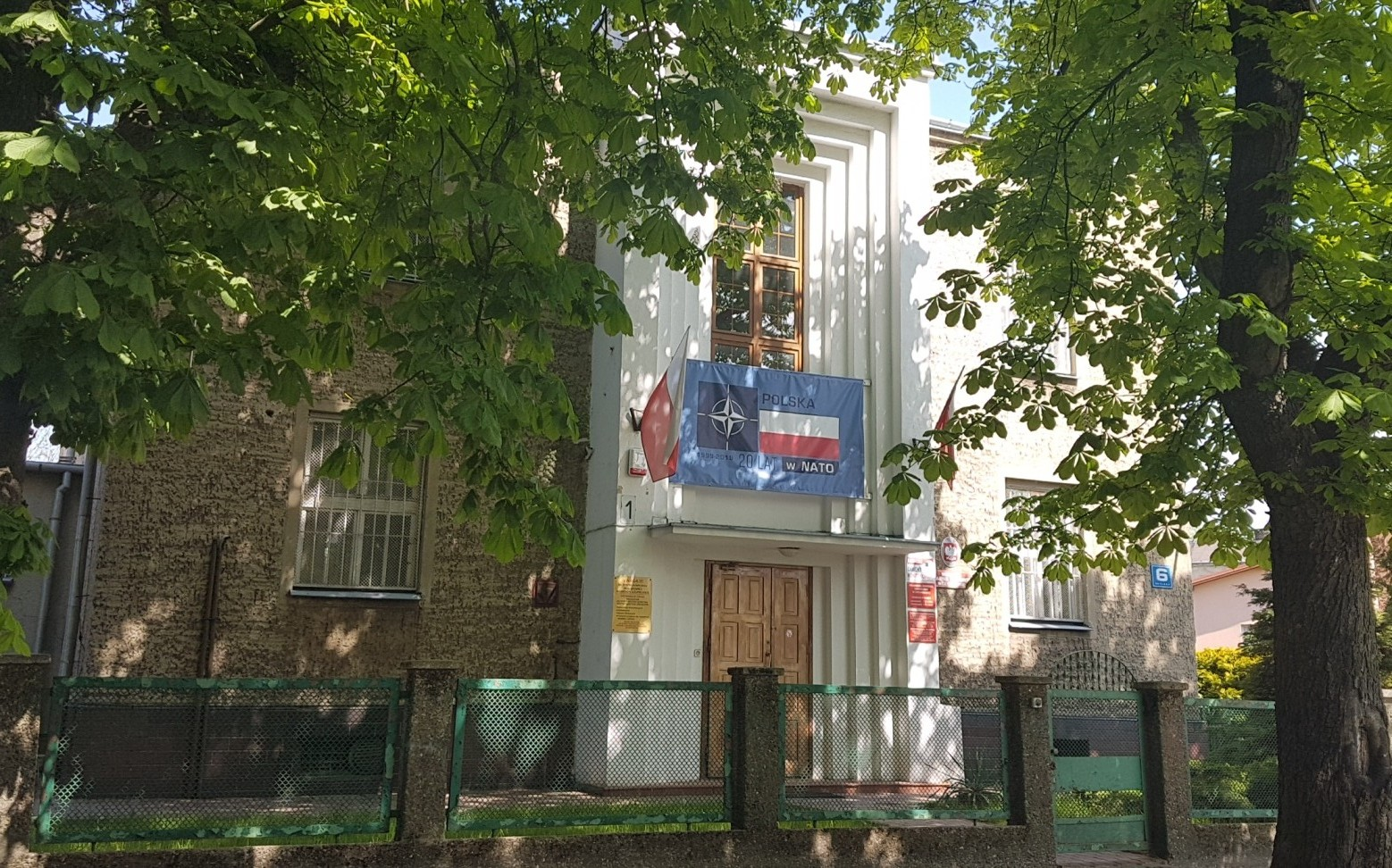
WKU Ciechanów (2019)

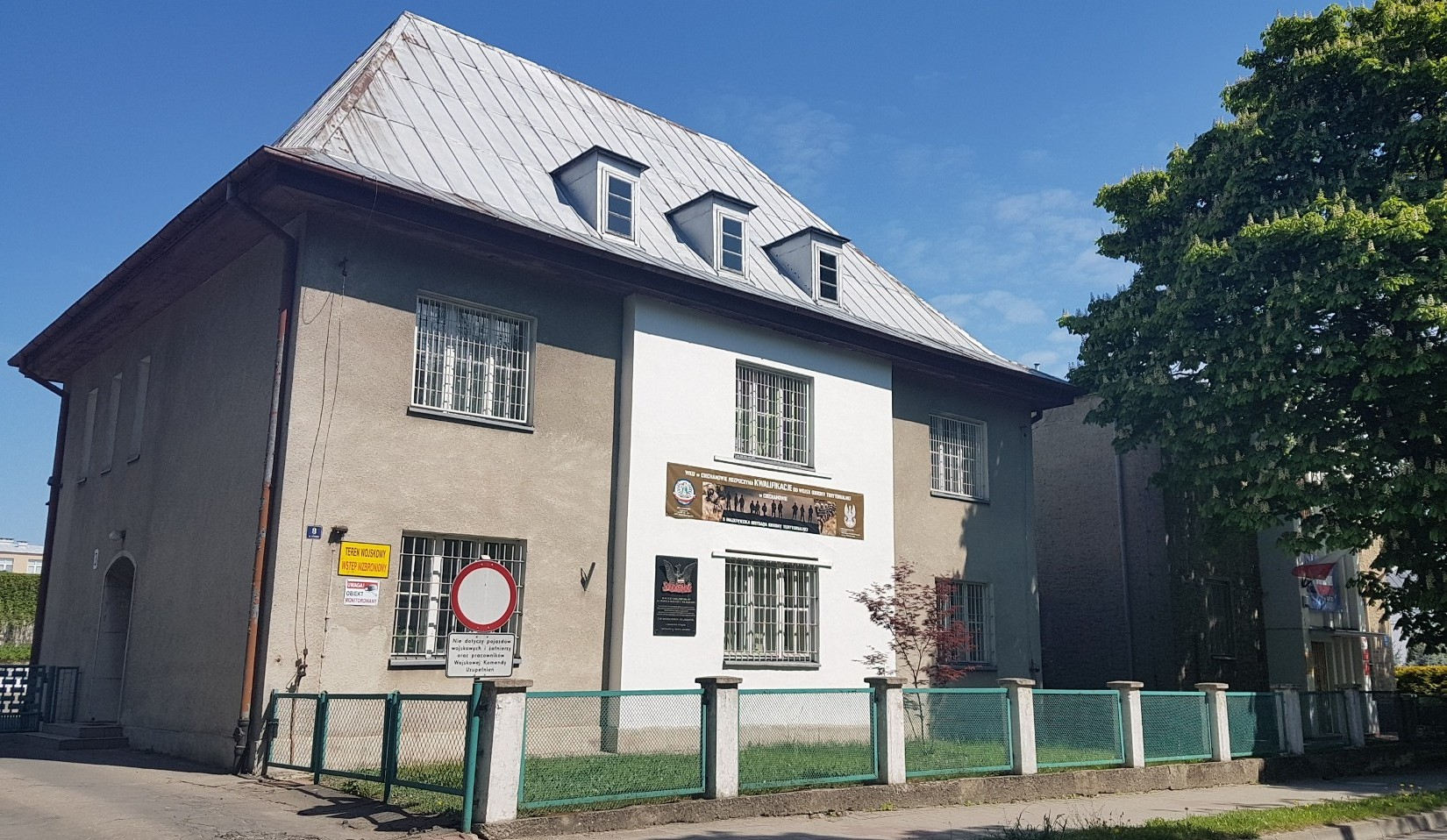
WKU Ciechanów (2019)

## Struktura organizacyjna
Na mocy rozporządzenia Ministra Obrony Narodowej z 7 grudnia 1998 roku oraz zarządzenia nr 129/Org. Ministra Obrony Narodowej z 29 grudnia 1998 roku przemianowano regionalne sztaby wojskowe na wojewódzkie sztaby wojskowe (WSzW), którym ustalono zasięg terytorialny w obrębie województwa. WSzW w Warszawie podporządkowano 20 wojskowych komend uzupełnień (WKU): Ciechanów, Garwolin, Grójec, Kozienice, Mińsk Mazowiecki, Mława, Nowy Dwór Mazowiecki, Ostrołęka, Otwock, Płock, Pruszków, Radom, Siedlce i Wyszków oraz sześć warszawskich – Mokotów, Ochota, Praga Południe, Praga Północ, Śródmieście i Żoliborz.
W związku z prowadzoną restrukturyzacją wojska, w 2002 roku wszedł w życie nowy etat WSzW, zmieniający jego strukturę wewnętrzną i zmniejszający liczbę kadry zawodowej. Zgodnie z rozporządzeniem Ministra Obrony Narodowej z 16 maja 2002 roku Szefowi WSzW w Warszawie podlegało 17 WKU na obszarze województwa mazowieckiego (rozformowano 3 WKU w: Mławie, Otwocku i Pruszkowie).
Następnie  Zgodnie z rozporządzeniem Ministra Obrony Narodowej z 4 marca 2010 roku na terenie województwa mazowieckiego od dnia 1 stycznia 2011 roku funkcjonuje i podlega Wojewódzkiemu Sztabowi Wojskowemu w Warszawie 12 Wojskowych Komend Uzupełnień:
- WKU Ciechanów,
- WKU Garwolin,
- WKU Mińsk Mazowiecki,
- WKU Ostrołęka,
- WKU Płock,
- WKU Radom,
- WKU Siedlce,
- WKU Warszawa Mokotów,
- WKU Warszawa Ochota,
- WKU Warszawa Praga,
- WKU Warszawa Śródmieście,
- WKU Wyszków.

Rozformowano 6 WKU: Grójec, Kozienice, Nowy Dwór Mazowiecki, Praga Południe, Praga Północ, Żoliborz i sformowano 1 WKU Warszawa - Praga.

## Szefowie WSzW
szefami WSzW byli:
- gen. bryg. Jan Drzewiecki (I 1963 - VIII 1968),
- gen. bryg. Józef Dziadura (IX 1968 - X 1972),
- płk Mieczysław Turkiewicz (X 1972 - VII 1975),
- płk Marian Popiołek (VII 1975 - VII 1984),
- gen. bryg. Edward Dysko (VII 1984 - VI 1990),
- gen. bryg. Tadeusz Kojder (VI 1990 - VI 1991),
- cz. p.o. płk dypl. Józef Szczepaniak (VI 1991 - IX 1991),
- płk dypl. Alfons Kupis (IX 1992 - IV 1993),
- cz.p.o. płk dypl. Józef Szczepaniak (IV 1993 - XII 1994),
- płk dypl. Aleksander Gruszeczka (XII 1994 - V 1997),
- gen. bryg. Zbigniew Lewandowski (V 1997 - IV 2002),
- gen. bryg. Włodzimierz Zieliński (V 2002 - XI 2004),
- cz.p.o. płk dypl. Gwidon Karolak (XI 2004 - IX 2005),
- gen. bryg. Ryszard Jabłoński (IX 2005 - II 2007),
- gen. bryg. Ryszard Gruszka (II 2007 - VIII 2007),
- płk dr Roman Ćwikliński (XII 2007 - XII 2011),
- płk dr Dariusz Kuleta (I 2012 - XII 2016),
- cz.p.o. ppłk dypl. Kazimierz Mączka (XII 2016 - II 2018),
- płk dr Zdzisław Małkowski (od III 2018)